# Lucien Molon

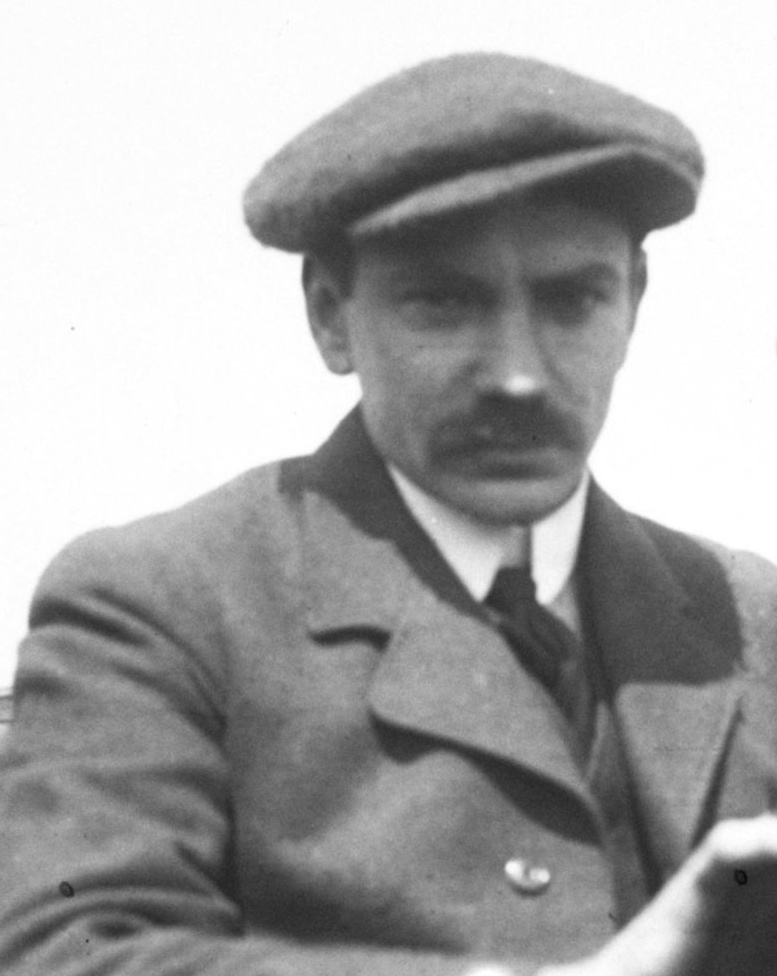
Lucien Molon, 1912

Lucien Molon (* 15. April 1883 in Arras; † 7. Juli 1957 in Le Havre) war ein französischer Autorennfahrer und der Bruder von Léon Molon.

## Karriere im Motorsport
Über Lucien Kolons Erfolge im Motorsport ist weit weniger bekannt als über die Karriere seines Bruders Leon. Bestätigt ist der Start beim Voiturette-Rennen im Rahmen des Großen Preis von Frankreich 1912. Der von seinem Bruder gemeldete Vinot & Deguingand fiel nach sieben Runden durch fallenden Öldruck aus.
Zweimal waren die Molon-Brüder beim 24-Stunden-Rennen von Le Mans am Start. Beim Debütrennen 1923 erreichten sie den 26. Rang in der Gesamtwertung. 1926 konnten sie sich nicht klassieren.

## Statistik

### Le-Mans-Ergebnisse
| Jahr | Team                                          | Fahrzeug                 | Teamkollege | Platzierung     |
| ---- | --------------------------------------------- | ------------------------ | ----------- | --------------- |
| 1923 | Société des Anciens Ateliers Vinot-Deguingand | Vinot Deguingand BP 10HP | Léon Molon  | Rang 26         |
| 1926 | Automobiles Jousset SA                        | Jousset M1 Berline       | Léon Molon  | nicht klassiert |